# 舊庫日利
51°2′31″N 29°26′0″E / 51.04194°N 29.43333°E
舊庫日利（烏克蘭語：Старий Кужіль），是烏克蘭北部的村莊，隸屬日托米爾州的科羅斯滕區。該村面積0.13平方公里，海拔高度168米，2001年人口7，人口密度每平方公里53.03人。